# Пиявици
Пиявиците (Hirudinea) са подклас животни, състоящ се от повече от 650 вида ектопаразитни (предимно) и хищнически (по-рядко) прешленести червеи, систематизирани в четири разреда. Най-известният представител на тази група животни е медицинската пиявица (Hirudo medicinalis), която се използва в медицината от векове.

## Общи сведения
Тялото им е обикновено плоско (сплеснато, гръбнокоремно), рядко е кръгло, дълго до 20 cm, най-често на двата края имат по едно смукало.
Биват пресноводни, морски и сухоземни. Хермафродити са, подобно на дъждовните червеи.

## Ареал и биотоп
Разпространени са по целия свят. Живеят предимно във водоеми, основно в сладководни басейни, по-рядко в по-солени басейни и в морето. Пиявиците обичат бавни води. Те са добри плувци и се нуждаят от естествена среда с чиста вода. На сушата се придвижват с помощта на две вендузи, разположени в краищата на тялото. На сушата най-често се срещат в тропичните гори.

## Начин на живот и хранене
В дъното на предното смукало на пиявицата е устата, снабдена с челюсти (хитинови образувания със зъбци по ръба) или с хоботчета, които при паразитните видове служат за пробиване на тялото на животните, а глътката е нагодена за смукане. Погълнатата от жертвата кръв се складира в страничните джобчета на обемистата гуша като резервна храна, с която пиявиците могат да прекарат дълго време, дори няколко години. Смучат кръв от риби, жаби, водни птици, бозайници, хора и др. От глътката се отделя секрет, съдържащ хирудин, който пречи на съсирването на кръвта. Хищните видове се хранят с дребни животни.

## Размножаване и жизнен цикъл
Размножителният период на пиявицата започва през пролетта. След оплождането тя излиза на брега непосредствено до водата, където дълбае ходове в мократа почва и отлага яйчните си пашкули. Пиявичките се излюпват на следващата пролет. Те достигат дължина 1 см, навлизат във водата и паразитират върху жаби като смучат кръв.

## Медицинска пиявица
Европейската медицинска пиявица и някои сродни ѝ видове са използвани в медицинската практика за кръвопускане в течение на хиляди години. Повечето пиявици обаче използват за храна дребни безгръбначни, които поглъщат цели.
Медицинска пиявица има гръбнокоремно сплеснато тяло, което достига дължина 20 см. Има ясна и гъста сегментация, маслиненозелен цвят с няколко надлъжни жълтеникаво кафяви ивици. Оцветяването силно варира. Долната плоска страна е обикновено по-светла. Медицинската пиявица се среща в чисти застояли сладки води, обилно обрасли с водна растителност. Храни се с кръв, която изсмуква от различни бозайници. Това става по време на водопой. Във връзка с този начин на хранене в медицинската пиявица са се развили различни рефлекси. Когато животните нагазят водата за водопой, те я раздвижват. Образуват се вълни, които се разпространяват във всички посоки. Пиявиците, намиращи се на разстояние до няколко метра, усещат това и бързо и точно се насочват с плуване към мястото, откъдето започват вълните. Пиявицата плува с вълнообразни извивания на тялото. Щом достигне устата или крака на животното, тя се хваща със задния си вендуз. В дъното му се намират зъбчетата, с които бързо разрязва кожата. Пиявицата отделя в раната хирудин – вещество, което пречи на кръвта да се съсирва, и със силни смукателни движения започва смученето. След като се нахрани, пиявицата може да живее 1,5 години без храна. Слюнните жлези на пиявиците отделят белтъка хирудин, който има противосъсирващо действие и се използва в медицината. Медицинските пиявици се използват за лечебно кръвопускане (напр. при остра сърдечна недостатъчност). Лабораторни животни.